# San Lorenzo Maggiore (Napulj)
San Lorenzo Maggiore je crkva u Napulju, Italija. Nalazi se u točnom geografskom središtu povijesnog središta starog grčko-rimskog grada, na raskrižju ulica Via San Gregorio Armeno i Via dei Tribunali. Naziv "San Lorenzo" također se može odnositi na novi muzej koji je sada otvoren u prostorijama, kao i na starorimsku tržnicu ispod same crkve, Macelij u Napulju.
Porijeklo crkve posljedica je prisutnosti franjevačkog reda u Napulju za života samog svetog Franje Asiškog. Mjesto sadašnje crkve trebalo je nadoknaditi redu gubitak njihove ranije crkve na terenu gdje je Karlo I. Anžuvinski odlučio sagraditi svoju novu utvrdu, Maschio Angioino u kasnom 13. stoljeću.
San Lorenzo je zapravo crkva i samostan. Novi muzej zauzima tri kata iznad dvorišta i posvećen je cjelokupnoj povijesti područja u čijem je središtu San Lorenzo, počevši s klasičnom arheologijom i napredujući do kartografskog prikaza povijesnih brodskih ruta od Napulja kroz Magna Grecia i Rimsko Carstvo. Muzej pruža detaljan prikaz lokalne "gradske vijećnice" koja je srušena kako bi se sagradila crkva u 13. stoljeću i nastavlja se nakon anžuvinskog razdoblja i u noviju povijest.
U ovoj je crkvi Boccaccio upoznao svoju voljenu Fiammettu (1338.).
Crkva i samostan danas pripadaju konventualnoj grani franjevaca.

## Kapele
Dvije kapelice u ovoj gotičkoj crkvi oblikovane su u baroknom stilu. To su kapela Cacace i kapela Sant'Antonio. Obje je dizajnirao Cosimo Fanzago. Prvu od ovih kapela dao je izgraditi Giovan Camillo Cacace, odvjetnik i član Accademia degli Oziosi ; dok je potonja kapela napravljena za kartuzijanski red. Njegova upotreba bogato obojenog intarziranog mramora u kontrastu je s trezvenijim gotičkim interijerom crkve.

### Kapela Cacace
Kapela Cacace posvećena je Mariji od Ružarija kada ju je 1571. kupila obitelj De Caro Giovan Camillo Cacace, nećak Francesca i Giuseppea De Cara, odlučio je obnoviti kapelu 1640-ih. Za realizaciju je naručio Fanzago, ali su pozvani i drugi umjetnici. Četiri skulpture u ovoj kapeli izradio je Andrea di Bolgi, kipar iz studija Bernini u Rimu. Skulpture uključuju: lijevo cijelu figuru Giuseppea De Cara, koji kleči, a ispod je poprsje njegovog brata, Francesca De Cara. Desno je molitva i klečeća figura Vittorije De Caro, sestre Giuseppea i Francesca i majke povjerenika Giovana Camilla. Njegovo poprsje prikazano je ispod Vittorije.
Kupolu kapele oslikao je freskama Niccolò De Simone, koji je zamijenio prethodnog umjetnika Massima Stanzionea. Na njoj je prikazano Trojstvo i Slava Bogorodice, iako je freska teško oštećena i danas je jedva vidljiva. Sa strane su Prijateljstvo između svetih Franje i Dominika i Spavanje Inocenta XIII. koji vidi kako sveci Franjo i Dominik vladaju porušenim Lateranom. Na četiri privjeska slikar je prikazao svete Ivana Krstitelja, Josipa, Anu i Joakima.
Oltarnu palu naslikao je Massimo Stanzione, a prikazuje Gospu od Ružarija, temu koja je postala popularna nakon Tridentskog sabora 1563. Njegov stil annamolla od Caravaggia, iako sa svjetlijom upotrebom boja i više pozornosti na fiziologiju.

## Macelij
Ispod San Lorenza iskopana je otprilike polovica izvorne rimske tržnice. Nalazište je otvoreno od 1992., rezultat je 25 godina mukotrpnog iskopavanja. Tržnica je jedini veliki grčko-rimski lokalitet iskopavan u središtu grada.

## Vanjske poveznice
|  | Zajednički poslužitelj ima još gradiva o temi San Lorenzo Maggiore |